# Gheorghe Poțincu
Gheorghe Poțincu (n. 17 septembrie 1933, Moieciu – d. 18 decembrie 2002, Pitești) a fost un cunoscut inginer mecanic, profesor universitar și figură publică însemnată a meleagurilor argeșene. 

## Date biografice
Gheorghe Poțincu s-a născut în comuna Moieciu, jud. Brașov, pe 17 septembrie 1933. După terminarea studiilor, s-a stabilit în Argeș, mai întâi la Câmpulung (1957), apoi la Pitești (1966). A fost căsătorit cu Elisabeta Poțincu, care a lucrat la Întreprinderea de Motoare Electrice Pitești, și au avut,  împreună, un singur copil, inginera Ariana Poțincu, care s-a stabilit, după căsătorie, în Franța.

## Studii
După terminarea școlii primare, Gheorghe Poțincu a fost admis la Școala Medie Tehnică Mecanică din Brașov, pe care o termină în 1952. Clasându-se printre primii absolvenți ai acestei școli, obține acordul Consiliului Pedagogic pentru a se înscrie la concursul de admitere la Institutul Politehnic Brașov și, luând examenul, devine student al acestei instituții de învățământ iar, în 1957, obține diploma de inginer și primește repartiție guvernamentală la Întreprinderea Metalurgică de Stat (IMS) Câmpulung-Muscel. În perioada 1962-1965, a urmat cursurile postuniversitare, profilul tehnico-economic, în cadrul Institutului Politehnic București iar, în 1977, tot la acest institut, obține titlul de doctor în științe tehnice.

## Activitatea automobilistică
În perioada 1957-1966, Gheorghe Poțincu a lucrat ca inginer la Întreprinderea Metalurgică de Stat (IMS) Câmpulung-Muscel, întreprindere denumită, mai târziu, ARO. Aici a ajuns în același an cu vestitul director Victor Naghi, care l-a repartizat, ca stagiar, la Secția Punți, după care a fost numit șef al secției Motor. În acea perioadă, el era unul dintre specialiștii pe care directorul Victor Naghi conta, ei preocupându-se ”nu numai de modernizarea automobilului ci și de organizarea fluxurilor tehnologice, utilarea uzinei și dezvoltarea capacităților de producție” . 
În 1969 a fost numit șef de lucrări la Institutul de Subingineri din Pitești, el fiind fondatorul acestui institut, care funcționa în subordinea Institutului Politehnic București. În perioada 1969-1972 el a îndeplinit și funcția de prodecan al Institutului de Subingineri de la Pitești.
În mai 1972, Ministerul Educației și Învățământului l-a numit de Gheorghe Poțincu decan al Institutului de Subingineri din Pitești. Începând cu 1 octombrie 1972, Gheorghe Poțincu a fost numit și șef al catedrei Automobile din cadrul Institutului de Subingineri din Pitești. Pe funcțiile de decan și șef al catedrei Automobile, Gheorghe Poțincu a rămas până în1974, când a fost numit rector al Institutului de Învățământ Superior din Pitești, rămânând pe această funcție până în 1981.
În perioada 1986-1988, el a avut funcția de director general al Centralei Industriale de Autoturisme (CIA) din Colibași - Pitești, după care, până în 1990, a activat ca director la Întreprinderea de Asistență Tehnică și Service pentru Autoturisme (IATSA) Ștefănești – Pitești.
În 1990, Gheorghe Poțincu a fost numit, prin concurs, profesor universitar în cadrul Institutului de Învățământ Superior din Pitești pentru specialitățile Automobile și Tehnologia Construcțiilor de Mașini. În această calitate a activat, în cadrul Facultății de Inginerie Tehnologică a Universității din Pitești, până în 2002, când a murit .

## Activitatea publică
De la Câmpulung, în 1966, Gheorghe Poțincu a fost transferat la Pitești, ca expert în Comisia Economică a Regiunii Argeș, activând pe această funcție până în 1969.
În perioada 1981-1986 a activat ca președinte al Consiliului Județean Argeș de Control al Activităților Economice și Sociale.

## Lucrări științifice publicate
Poțincu, Gh. – Teoria automobilului. Litografia Institutului Politehnic București, 1972.
Poțincu, Gh. și Tabacu, I. – Transmisia automobilului. Litografia Institutului Politehnic București, 1973.
Poțincu, Gh. și Tabacu, I. – Sistemele automobilului. Litografia Institutului Politehnic București, 1973.
Poțincu, Gh. – Studiul teoretic și experimental al comportării pneurilor pentru autoturisme, cu aplicare la autoturismele românești. Teză de doctorat, Institutul Politehnic ”Gheorghe Gheorghiu-Dej”, București, 1977.
Poțincu, Gh. - Theoretical Calculus of Adherence Quotient When Driving on a Wet Road. În ”Bulletin”, vol. II, Pitești, 1979.
Poțincu, Gh., V. Hara și I. Tabacu. Automobile. Editura Didactică și Pedagogică, București, 1980.
Poțincu, Gh. și Neagu, E. - Models and methods for determination of efforts between tyre and undeformable road. Mobility and Vehicle Mechanics, vol. 24, no. 2, pp. 27, 1998.